# Chróstno
Chróstno (dawniej Zalesie, niem. Saliswalde) – wieś w Polsce położona w województwie opolskim, w powiecie głubczyckim, w gminie Głubczyce.
Wioska leży na terenie Obszaru Chronionego Krajobrazu Rejon Mokre - Lewice. Leży na terenie Nadleśnictwa Prudnik (obręb Prudnik).